# Aage Birch
Aage Birch (23 de septiembre de 1926-13 de febrero de 2017) fue un deportista danés que compitió en vela en las clases Flying Dutchman y Dragon.
Participó en tres Juegos Olímpicos de Verano, obteniendo una medalla de plata en México 1968 en la clase Dragon. Ganó una medalla de oro en el Campeonato Europeo de Flying Dutchman de 1955.

## Palmarés internacional
| Campeonato Europeo | Campeonato Europeo | Campeonato Europeo | Campeonato Europeo |
| Año                | Lugar              | Medalla            | Clase              |
| ------------------ | ------------------ | ------------------ | ------------------ |
| 1955               | ND                 | Medalla de oro     | Flying Dutchman    |

| Juegos Olímpicos | Juegos Olímpicos          | Juegos Olímpicos | Juegos Olímpicos |
| Año              | Lugar                     | Medalla          | Clase            |
| ---------------- | ------------------------- | ---------------- | ---------------- |
| 1968             | Ciudad de México (México) | Medalla de plata | Dragon           |